# Hospital St. Georg (Penkun)

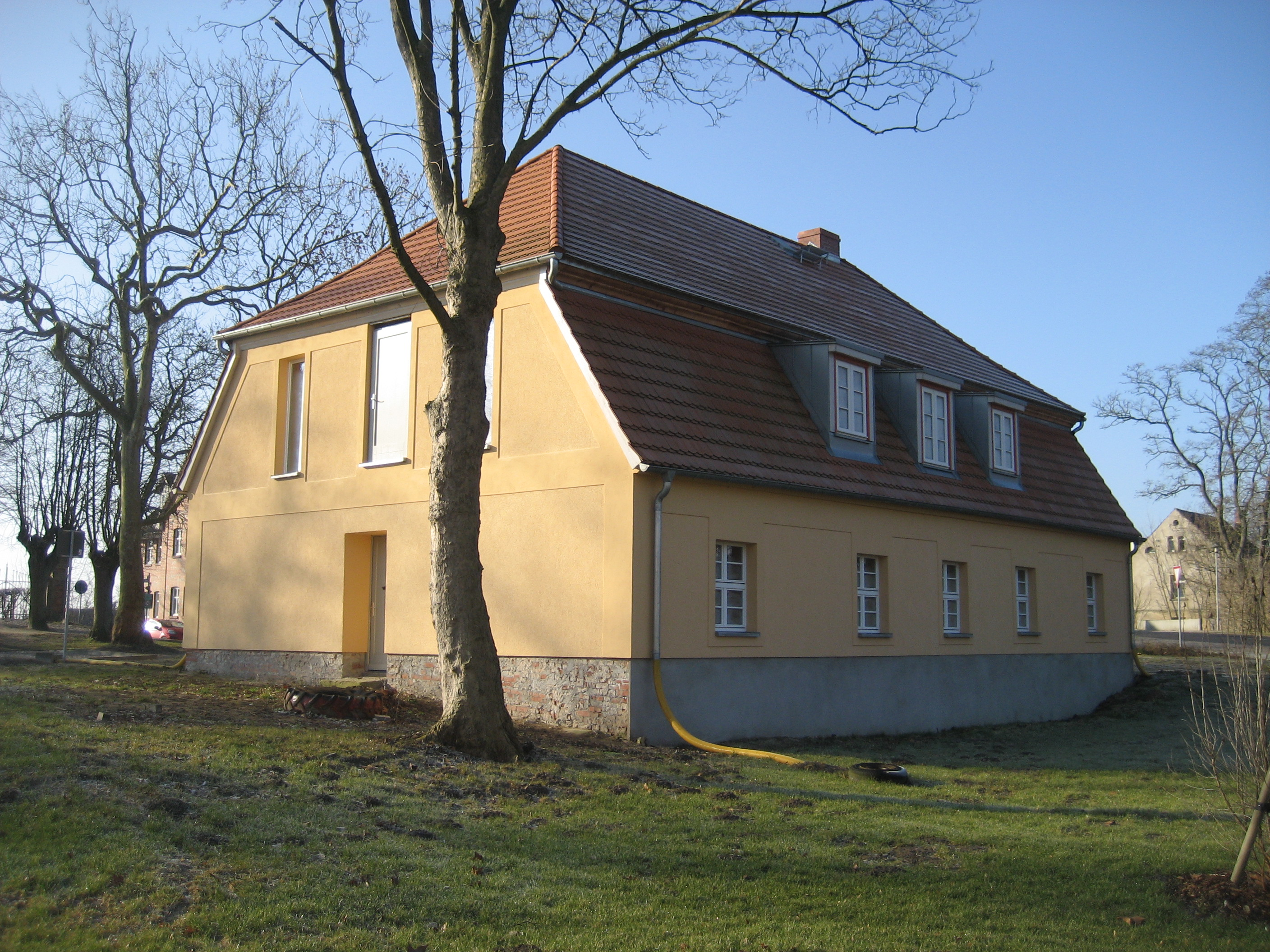
Penkun, Hospital St. Georg

Das Hospital St. Georg ist ein barocker Backsteinbau in Penkun in Vorpommern.

## Gebäude
Das Gebäude ist ein eingeschossiger Bau aus rotem Backstein, der nachträglich verputzt wurde (um 1900?). Er ist im Wesentlichen im Erbauungszustand von 1755 erhalten. Im Inneren teilt ein durchgängiger Gang das Gebäude, auf der Straßenseite sind vier Stuben, auf der anderen Seite vier Kammern, die mit einer Ausnahme jeweils nur eine Tür zum Flur hatten.
Auch das Walmdach ist aus der Erbauungszeit erhalten.
Das Gebäude lag direkt vor dem Stettiner Tor an der Handelsstraße nach Stettin.

## Geschichte
Um 1291 soll ein erstes St.-Georgen-Hospital an dieser Stelle gegründet worden sein. Dieses war in den ersten Jahrzehnten wahrscheinlich für Personen mit ansteckenden Krankheiten eingerichtet worden (Leprosorium) und wurde dann später zu einer Unterkunft für arme Menschen.
1712 brannte das Gebäude ab, wurde aber 1714 wieder instand gesetzt. 1754/55 erfolgte ein Neubau, der bis in die Gegenwart besteht. Dieser wurde weiter als Armenhaus genutzt. Die Eigentümer waren zu jeweils einem Drittel die Kirchengemeinde, die Stadt und die Schlossherrschaft, von 1817 bis 1945 die Familie von der Osten.
Das Gebäude wurde im späten 20. Jahrhundert zunehmend vernachlässigt und drohte zu verfallen. Die Stadt Penkun stellte deshalb um 2011 den Antrag, es für eine Neuordnung des Platzes abreißen zu können. Nach eingehenden bauhistorischen Untersuchungen wurde festgestellt, dass das Gebäude eines von nur noch sehr wenigen historischen Hospitalbauten in Mecklenburg-Vorpommern ist, die weitgehend unverändert erhalten sind. Deshalb wurde eine umfangreiche Sanierung mit Fördermitteln beschlossen. 2013 wurde die äußeren Arbeiten abgeschlossen. Nachdem die geplante Nutzung als Seniorenresidenz auf Grund von hohen baulichen Auflagen nicht realisierbar war, wurde 2021 von der Stadt Penkun beschlossen, dort den Hort einer Ganztagsschule einzurichten.